# Archibald Campbell, VII conte di Argyll
Archibald Campbell, VII conte di Argyll, soprannominato Gillesbuic Grumach (1575 – Londra, 29 novembre 1638), è stato un politico e generale scozzese.

## Biografia
Era il figlio di Colin Campbell, VI conte di Argyll, e della sua seconda moglie, Lady Agnes Keith, figlia di William Keith, III conte di Marischal.
Si convertì al Cattolicesimo (1594) ma nonostante ciò comandò le truppe reali durante la battaglia di Glenlivet contro i ribelli cattolici, tra i quali spiccavano i componenti del clan Gordon.
Nel 1619 lasciò le sue proprietà al figlio Archibald e combatté al servizio di Filippo III di Spagna. Suo parente era William Alexander, I conte di Stirling, noto per aver avviato la colonizzazione della Nuova Scozia.
Il suo soprannome, Gillesbuig Grumach, è la forma gaelica di "Archibald the Grim", nobile scozzese del XIV secolo.
Morì il 29 novembre 1638 a Londra

## Matrimoni

### Primo matrimonio
Sposò, il 24 luglio 1592, Lady Agnes Douglas (1574-1607), figlia di William Douglas, VI conte di Morton e di Lady Agnes Leslie. Ebbero tre figli:
- Lady Annabella (?-1652), sposò Robert Kerr, II conte di Lothian, ebbero tre figli;
- Lady Anne Campbell (1594-14 giugno 1638), sposò George Gordon, II marchese di Huntly, ebbero otto figli;
- Archibald Campbell, I marchese di Argyll (1607-27 maggio 1661).

### Secondo matrimonio
Sposò, il 30 novembre 1610, Anne Cornwallis (?-12 gennaio 1634), figlia di Sir William Cornwallis e Lucy Neville. Ebbero tre figli:
- James Campbell, I conte di Irvine (1610-1645);
- Lady Jane, sposò in prime nozze John Gordon, I visconte di Kenmure e in seconde nozze Sir Henry Montgomerie, non ebbe figli da entrambi i matrimoni;
- Lady Mary (1622-?), sposò James Rollo, II Lord di Duncrub, non ebbero figli.

## Ascendenza
|                                         |                   |                                       | Genitori                               |  |  | Nonni |  |  | Bisnonni                            |  |  | Trisnonni                              |  |
|                                         |                   |                                       |                                        |  |  |       |  |  | Colin Campbell, III conte di Argyll |  |  | Archibald Campbell, II conte di Argyll |  |
|                                         |                   |                                       |                                        |  |  |       |  |  | Colin Campbell, III conte di Argyll |  |  | Archibald Campbell, II conte di Argyll |  |
|                                         |                   | lady Elizabeth Stuart                 |                                        |  |  |       |  |  | Colin Campbell, III conte di Argyll |  |  |                                        |  |
| Archibald Campbell, IV conte di Argyll  |                   |                                       |                                        |  |  |       |  |  | Colin Campbell, III conte di Argyll |  |  |                                        |  |
|                                         |                   | lady Jean Gordon                      | Alexander Gordon, III conte di Huntly  |  |  |       |  |  |                                     |  |  |                                        |  |
|                                         |                   | lady Jean Gordon                      | Alexander Gordon, III conte di Huntly  |  |  |       |  |  |                                     |  |  |                                        |  |
|                                         |                   | lady Jean Gordon                      | lady Jean Stuart                       |  |  |       |  |  |                                     |  |  |                                        |  |
| Colin Campbell, VI conte di Argyll      |                   | lady Jean Gordon                      |                                        |  |  |       |  |  |                                     |  |  |                                        |  |
|                                         |                   | William Graham, III conte di Menteith | Alexander Graham, II conte di Menteith |  |  |       |  |  |                                     |  |  |                                        |  |
|                                         |                   | William Graham, III conte di Menteith | Alexander Graham, II conte di Menteith |  |  |       |  |  |                                     |  |  |                                        |  |
|                                         |                   | William Graham, III conte di Menteith | Margaret Buchanan                      |  |  |       |  |  |                                     |  |  |                                        |  |
| lady Margaret Graham                    |                   | William Graham, III conte di Menteith |                                        |  |  |       |  |  |                                     |  |  |                                        |  |
|                                         |                   | Margaret Moubray                      | John Moubray                           |  |  |       |  |  |                                     |  |  |                                        |  |
|                                         |                   | Margaret Moubray                      | John Moubray                           |  |  |       |  |  |                                     |  |  |                                        |  |
|                                         |                   | Margaret Moubray                      | Margaret Wauchope                      |  |  |       |  |  |                                     |  |  |                                        |  |
| Archibald Campbell, VII conte di Argyll |                   | Margaret Moubray                      |                                        |  |  |       |  |  |                                     |  |  |                                        |  |
|                                         | lord Robert Keith | William Keith, II conte maresciallo   |                                        |  |  |       |  |  |                                     |  |  |                                        |  |
|                                         | lord Robert Keith | William Keith, II conte maresciallo   |                                        |  |  |       |  |  |                                     |  |  |                                        |  |
|                                         | lord Robert Keith | lady Elizabeth Gordon                 |                                        |  |  |       |  |  |                                     |  |  |                                        |  |
| William Keith, IV conte maresciallo     | lord Robert Keith |                                       |                                        |  |  |       |  |  |                                     |  |  |                                        |  |
|                                         |                   | lady Elizabeth Douglas                | John Douglas, II conte di Morton       |  |  |       |  |  |                                     |  |  |                                        |  |
|                                         |                   | lady Elizabeth Douglas                | John Douglas, II conte di Morton       |  |  |       |  |  |                                     |  |  |                                        |  |
|                                         |                   | lady Elizabeth Douglas                | Janet Crichton                         |  |  |       |  |  |                                     |  |  |                                        |  |
| lady Agnes Keith                        |                   | lady Elizabeth Douglas                |                                        |  |  |       |  |  |                                     |  |  |                                        |  |
|                                         |                   | William Keith                         | sir William Keith                      |  |  |       |  |  |                                     |  |  |                                        |  |
|                                         |                   | William Keith                         | sir William Keith                      |  |  |       |  |  |                                     |  |  |                                        |  |
|                                         |                   | William Keith                         | Janet Dunbar                           |  |  |       |  |  |                                     |  |  |                                        |  |
| Margaret Keith                          |                   | William Keith                         |                                        |  |  |       |  |  |                                     |  |  |                                        |  |
|                                         |                   | Janet Gray                            | Andrew Gray, II signore di Gray        |  |  |       |  |  |                                     |  |  |                                        |  |
|                                         |                   | Janet Gray                            | Andrew Gray, II signore di Gray        |  |  |       |  |  |                                     |  |  |                                        |  |
|                                         |                   | Janet Gray                            | lady Elizabeth Stuart                  |  |  |       |  |  |                                     |  |  |                                        |  |
|                                         |                   | Janet Gray                            |                                        |  |  |       |  |  |                                     |  |  |                                        |  |